# Федосеевка (Костанайская область)
Федосеевка (каз. Федосеев) — село в Аулиекольском районе Костанайской области Казахстана. Входит в состав Сулыкольского сельского округа. Находится примерно в 35 км к югу от районного центра, села Аулиеколь. Код КАТО — 393647200.

## Население
В 1999 году население села составляло 688 человек (341 мужчина и 347 женщин). По данным переписи 2009 года, в селе проживало 545 человек (247 мужчин и 298 женщин).